# Haffner Glacier
Haffner Glacier är en glaciär i Antarktis. Den ligger i Östantarktis. Nya Zeeland gör anspråk på området. Haffner Glacier ligger 567 meter över havet.
Terrängen runt Haffner Glacier är varierad. Havet är nära Haffner Glacier åt nordost.  Trakten är obefolkad. Det finns inga samhällen i närheten. 